# Berberis oiwakensis
Berberis oiwakensis är en berberisväxtart som först beskrevs av Bunzo Hayata, och fick sitt nu gällande namn av J. E. Laferriere. Berberis oiwakensis ingår i släktet berberisar, och familjen berberisväxter. Inga underarter finns listade i Catalogue of Life.